# Castelnovo del Friuli
Castelnovo del Friuli – miejscowość i gmina we Włoszech, w regionie Friuli-Wenecja Julijska, w prowincji Pordenone.
Według danych na rok 2004 gminę zamieszkiwało 895 osób, 40,7 os./km².